# Fritz Bauer (läkare)

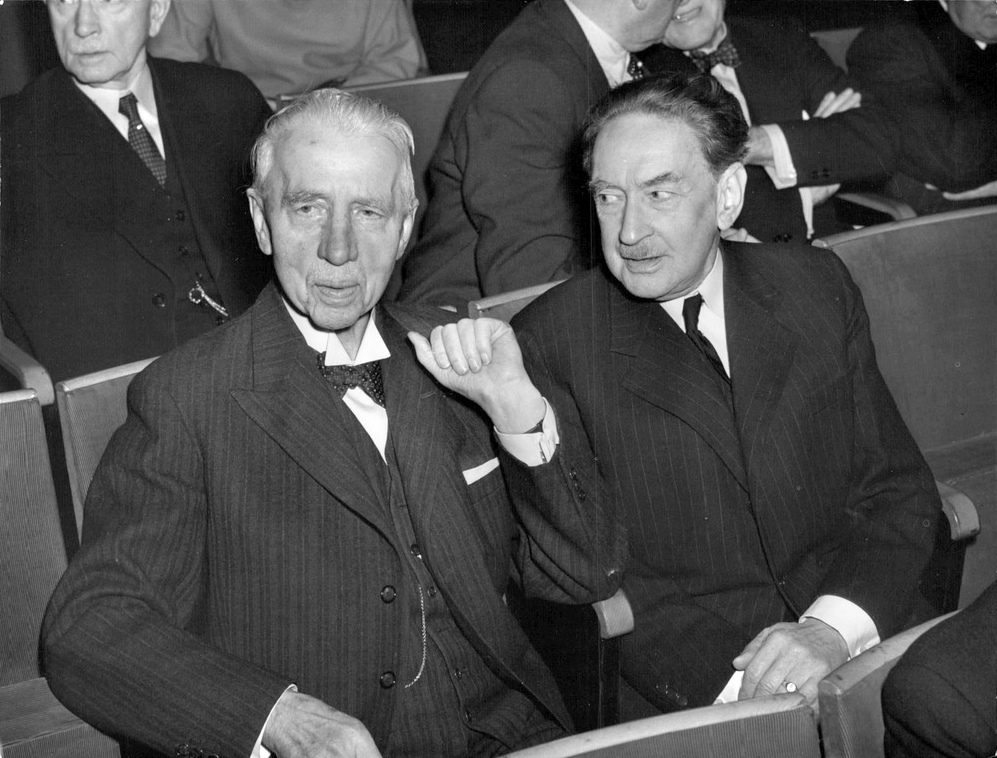
Fritz Bauer (till vänster) tillsammans med professor Hans Euler på en läkarkongress, 1950.

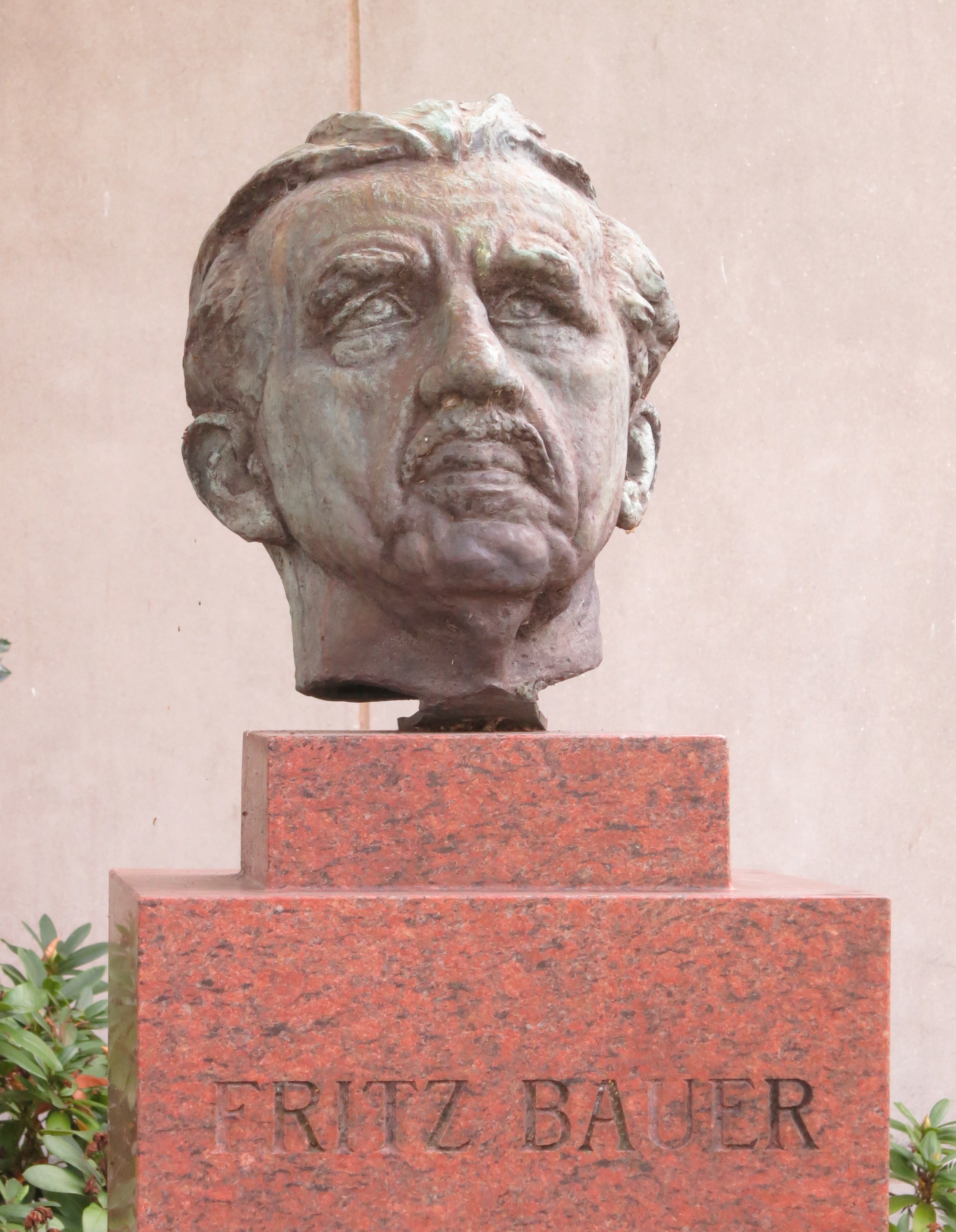
Fritz Bauer.

Fritz Jakob Bauer, född 17 augusti 1864 i Malmö, död 12 januari 1956 , var en svensk läkare. Han var far till Harald Bauer.
Bauer blev medicine kandidat vid Karolinska institutet 1888 och medicine licentiat 1893. Han blev läkare vid Allmänna sjukhuset i Malmö 1896, ordinarie läkare 1901 och överläkare vid kirurgiska avdelningen 1906. Han blev medicine hedersdoktor i Uppsala 1907. Han var ledamot av Svenska Röda Korsets sjukvårdsambulans till Serbien 1913 och chef för ett svenskt sjukhus i Wien 1915. Han blev generalfältläkare 1917, i generalitetets reserv 1930 och med generallöjtnants tjänstställning 1930.
Bauer var svenska regeringens ombud vid X.–XIV. internationella konferenserna i Genève 1921, 1923, 1925, 1928 och 1930, vid internationella kongressen för militär medicin i London 1930, första internationella kongressen för ambulansflygning i Paris 1930 och i Bryssel 1936, ledamot av Röda Korsets internationella kommitté för standardisering av sjukvårdmateriel, vice ordförande i Svenska luftfartsförbundets styrelse, ordförande i dess ambulanskommitté 1926, ordförande i Kungliga svenska aeroklubbens hjälpflygkommitté 1937, vice president i internationella eldbegängelseförbundet 1937, ordförande i Malmö läkarförening 1901–02 och 1907–08, i Lunds läkarsällskap 1909–10, i Svenska Läkaresällskapet 1920–21, vice ordförande i direktionen för Serafimerlasarettet 1924–25, ledamot av styrelsen för Statens institut för rasbiologi och ordförande i styrelsen 1930–34, ordförande i Stockholmsdistriktet av svenska Röda Korset 1931, i svenska eldbegängelseföreningen 1931, verkställande ledamot i sjukhusstandardiseringskommittén 1933, ordförande i kommittén för insamling till de landsflyktiga intellektuella 1933–37 samt ordförande i rikskommittén för Röda Korsets hjälp till Frankrike och Belgien från 1941.
Bauer var ledamot av Krigsvetenskapsakademien, ledamot av Deutsche Gesellschaft für Chirurgie 1896 och korrespondierenden Mitglieder der Gesellschaft der Ärzte i Wien. Han författade ett flertal arbeten, bland annat om blindtarmsinflammationens symtom och behandling, om magsår samt Principerna för första behandling av skottsår under krig, Översikt över svenska arméns sjukhus, Svenska arméns hälso- och sjukvård, Erfarenheter med aeroplan i hälso- och sjukvårdens tjänst under krig och fred, Några synpunkter på den närmare utvecklingen av flygambulansen i vårt land, meddelanden angående sjukhusstandardiseringsarbetet och eldbegängelsens utveckling och andra medicinska skrifter.
År 2012 uppkallades Fritz Bauers gata på Skånes universitetssjukhus område i Malmö efter honom. Han är begravd på Norra begravningsplatsen utanför Stockholm.

### Fotnoter
1. ↑  Bauer, Fritz i Vem är det 1957